# Spermophile rayé
Ictidomys tridecemlineatus
Espèce
Statut de conservation UICN

 LC  : Préoccupation mineure
Le Spermophile rayé (Ictidomys tridecemlineatus) est un rongeur terrestre de la famille de Sciuridés originaire du centre de l'Amérique du Nord. Il est également appelé spermophile à treize bandes ou souslik à treize bandes.
Cet écureuil terrestre, long de 20 à 30 cm auxquels s'ajoutent une queue d'une dizaine de centimètres, est reconnaissable au pelage de son dos, orné de treize bandes pleines ou pointillées alternant brun foncé et fauve. Il vit seul ou en petites colonies dans les régions de prairies d'Amérique du Nord. Durant la période estivale, il se nourrit abondamment d'un régime omnivore composé d'herbes, de graines, d'insectes, voire de petits mammifères. Il entrepose également des réserves dans son terrier avant d'entrer en hibernation à l'automne pour une période de 5 à 8 mois.
Pendant les mois d'hiver, il entre en léthargie profonde pour des phases d'une à trois semaines, où sa température descend à 2-7°C. Ces semaines de torpeur en hypothermie sont ponctuées de réveils temporaires d'un à deux jours lors desquels sa température remonte à 37°C. Durant cette période, l'animal ne s'alimente et ne boit pas, et perd entre un tiers et la moitié de son poids. La plupart de ses activités métaboliques sont ralenties à l'extrême afin de favoriser la survie : ses fréquences cardiaque et respiratoire sont réduites, et les mécanismes physiologiques responsables de la sensation de soif sont suspendus.
L'adaptation du spermophile rayé aux températures hivernales rigoureuses se traduit également par une haute tolérance au froid. Celle-ci repose sur une faible sensibilité du récepteur canal ionique sensible au froid TRMP8 chez cette espèce.